# András mester
András mester (13. század) pap, történetíró.
IV. Béla és V. István király káplánja, aki Károly sziciliai királynak, Károly Róbert magyar király ősatyjának, Manfréd tarantói herceggel és szicíliai királlyal történt hadakozását és 1266. évi győzelmének történetét, Konradin halálát és Károlynak a szicíliai és nápolyi királyi székre jutását írta le. Ajánlotta András e munkáját Péternek, VIII. Lajos francia király fiának s előbeszédében nem mulasztotta el magyar származását is megemlíteni. Miképp jutott András Sziciliába, nem tudjuk; valószínűleg V. István király leánya kíséretében, akit Károly (a sánta) sziciliai király 1266-ban jegyzett el; s az ezutáni években írhatta meg művét. Életéről közelebbit nem tudunk, pontos személyneve sem ismert.